# The Boys (пісня Girls' Generation)
«The Boys» (укр. Хлопці) — пісня південнокорейського жіночого гурту Girls' Generation з їхнього однойменного третього корейського студійного альбому. Композиція, створена продюсерами Тедді Райлі, Кім Тесоном, DOM і Річардом Ґарсія, описується як танцювальна, електропоп- і R&B-пісня з елементами хіп-хопу, текст якої розповідає про жіночу привабливість. Корейська версія була випущена 18 жовтня 2011 року лейблом SM Entertainment як головний сингл з альбому. Англійська версія, випущена 20 грудня 2011 року в США компаніями Interscope Records і Universal Music Group, мала наметі розширити популярність гурту за межами рідної країни.
Після випуску пісні Girls' Generation виступили з нею на кількох південнокорейських музичних програмах, зокрема Music Bank, Show! Music Core, Inkigayo та M Countdown. Для подальшого просування «The Boys» серед американської аудиторії 23 жовтня 2011 року гурт виступив на «Медісон-сквер-гарден» у Нью-Йорку та дебютував на американському телебаченні, з'явившись на «Пізньому шоу з Девідом Леттерманом» і Live! with Kelly and Michael у лютому 2012 року. Кліп на пісню, випущений 19 жовтня 2011 року, зняв Хон Вонкі, а хореографію для нього розробила Накасоне Ріно.
«The Boys» мав успіх на національному рівні. Сингл очолив Gaon Digital Chart і продався накладом понад три мільйони цифрових копій у 2011 році, посівши 43 місце у річному хіт-параді. На міжнародному рівні пісня отримала загалом позитивні відгуки від музичних критиків, які відзначили її як одну з найяскравіших подій корейської хвилі. У Сполучених Штатах було продано понад 21 000 примірників за перший тиждень, що забезпечило «The Boys» п'яте місце в Billboard Hot Dance Singles Sales. У Японії сингл посів 12 місце в Billboard Japan Hot 100.

## Випуск
Корейськомовна версія «The Boys» була випущена 18 жовтня 2011 року компанією SM Entertainment як цифровий сингл. Цифровий мініальбом, що складається з англомовної версії та реміксів «The Boys», випустив лейбл Universal Music Group 20 грудня 2011 року під ексклюзивною ліцензією SM. Цифровий максісингл вийшов 21 грудня 2011 року. Ремікс-версія пісні, створена електроніка-музикантами Клінтоном Спарксом і The Disco Fries за участю Snoop Dogg, була включена в американське видання. Японськомовна версія, написана Танакою Хіденорі та Маедзавою Нодзомі, була включена до The Boys (28 грудня 2011 року) — перевидання дебютного японського альбому гурту Girls' Generation.
Для подальшого просування гурту в західних країнах, зокрема в США, SM Entertainment підписав контракт з Interscope Records, який є філією Universal Music Group. В інтерв'ю MTV K учасниця Тіффані розповіла, що процес запису пісні, як англійської, так і корейської версій, тривав тиждень. Вона також висловила хвилювання з приводу виходу пісні в Сполучених Штатах: «Ми ще не почали роботу над повноформатним альбомом, але починаємо з цього максісингла, і, сподіваюся, він призведе до створення повноформатного альбому».

## Композиція
«The Boys» створили та аранжували продюсери Тедді Райлі, Кім Тесон, DOM і Річард Ґарсія. Оригінальну корейськомовну версію пісні написав Ю Йонджін, тоді як англомовну версію написав Райлі. У музичному відношенні «The Boys» — це денс-поп- електропоп- та R&B-пісня з елементами хіп-хопу, який Girls' Generation до цього дуже рідко наважувалися використовувати. Згідно з Анжелікою Воллінґфорд із San Diego City Times, композиція містить «барабанні удари у військовому стилі та вбивчі вокальні гармонії». Текст пісні, як пояснює Иньон Чон у книзі «Корейська хвиля: Корейські медіа виходять на глобальний рівень» (2013), розповідає про «сексуально сміливих дівчат», які впевнені у своїй привабливості та користуються увагою чоловіків:
|  | Я впевнена, що ти дивишся на мене Я знаю, що ти бачиш Підійди ближче, і ти відчуєш жар Не треба вдавати, що ти мене не помітив Від кожного погляду буде важко дихати Виведіть хлопців Оригінальний текст (англ.) I can tell you're looking at me I know what you see Any closer and you'll feel the heat You don't have to pretend that you didn't notice me Every look will make it hard to breathe Bring the boys out |

## Просування

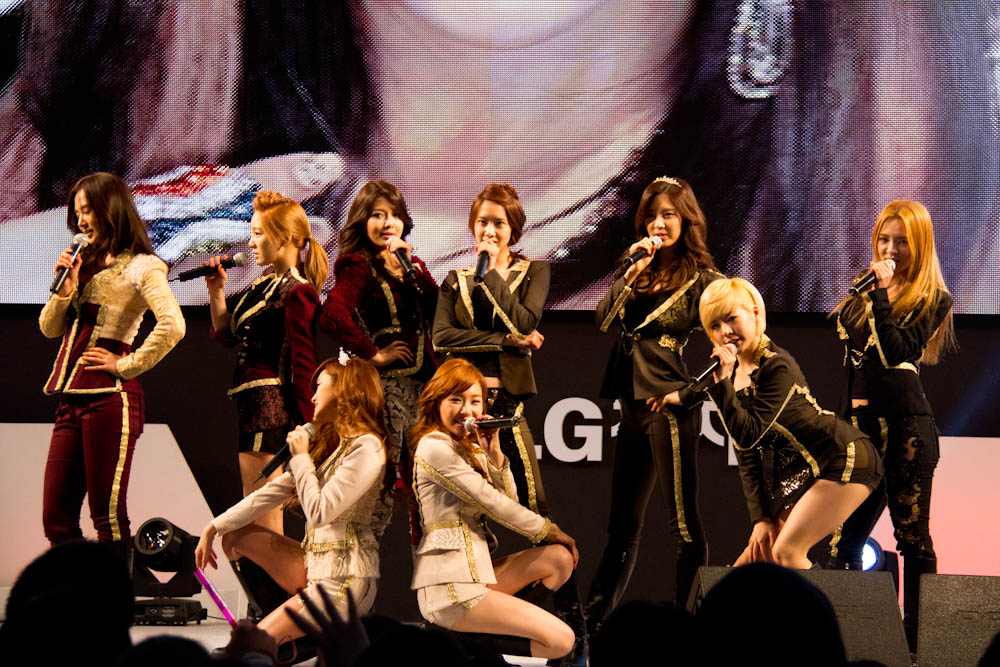
Girls' Generation виконують «The Boys» на LG Cinema 3D World Festival, 2012 рік

З метою просування «The Boys» і альбому з жовтня по грудень 2011 року Girls' Generation виступили в кількох південнокорейських музичних програмах, зокрема Music Bank, Show! Music Core, Inkigayo і M Countdown. Для подальшого просування пісні серед американської аудиторії гурт з'явився на «Медісон-сквер-гарден» у Нью-Йорку 23 жовтня 2011 року та виконав пісню в рамках концерту SM Town, на якому також брали участь інші співаки та виконавці SM Entertainment, зокрема Shinee та f(x).
Для реклами «The Boys» Girls' Generation у лютому 2012 року дебютували на американському телебаченні. Так, 1 лютого гурт виконав англійську версію пісні на двох телевізійних шоу: «Пізньому шоу з Девідом Леттерманом» і Live! with Kelly and Michael. Їхні виступи отримали загалом позитивні відгуки від американських ЗМІ. Бредлі Стерн з MuuMuse назвав виступи колективу на американському телебаченні «приголомшливою перемогою» для шанувальників корейської музики, а Девід Беван зі Spin написав: «Це схоже на сон». Тим не менш, реакція глядачів розділилася — одні звинуватили учасниць у виконанні під фонограму і висловили зневагу до їхнього виступу, тоді як інші були вражені танцювальною майстерністю та музичним стилем гурту.

### Музичне відео
Режисером відеокліпу на «The Boys» став Хон Вонкі, а його хореографом — Накасоне Ріно. Він вийшов 19 жовтня 2011 року на YouTube і кількох південнокорейських музичних веб-сайтах. Відео починається з кадрів у сповільненій зйомці, де чотирьох учасниць оточують опадаючі пелюстки рожевих троянд, а згодом переходить до танцювальних сцен у футуристичних декораціях, які періодично змінюють великі плани кожної дівчини. Кліп миттєво став успішним, досягнувши 13 млн переглядів на YouTube за тиждень. У вересні 2014 року він зібрав уже понад 100 млн переглядів, ставши третім музичним відео гурту з таким досягненням після «Gee» та «I Got a Boy». Завдяки цьому Girls' Generation став першим дівочим колективом, у здобутку якого було три відеокліпи з понад 100 млн переглядів, перевершивши досягнення The Pussycat Dolls. Станом на жовтень 2024 року музичне відео на «The Boys» має понад 300 млн переглядів на YouTube.

## Сприйняття

### Комерційне
У Південній Кореї «The Boys» став комерційно успішним. Одразу після випуску пісня посіла перше місце на музичних програмах Music Bank, Inkigayo та M Countdown, зокрема на Music Bank вона була лідером протягом шести тижнів поспіль. У 2011 році завдяки понад трьом мільйонам цифрових завантажень сингл очолив Gaon Digital Chart, ставши десятим найпродаванішим і 43-м найпопулярнішим синглом (включно з потоковим мультимедіа та завантаженням інструментальних треків) того року. Також «The Boys» очолив Billboard Korea K-Pop Hot 100. У Сполучених Штатах трек досяг п'ятого та 15-го місць у чартах Hot Dance Singles Sales і Hot Singles Sales відповідно і був проданий накладом 21 000 копій за перший тиждень. У Японії «The Boys» посів 12 місце в чарті Billboard Japan Hot 100.

### Критичне

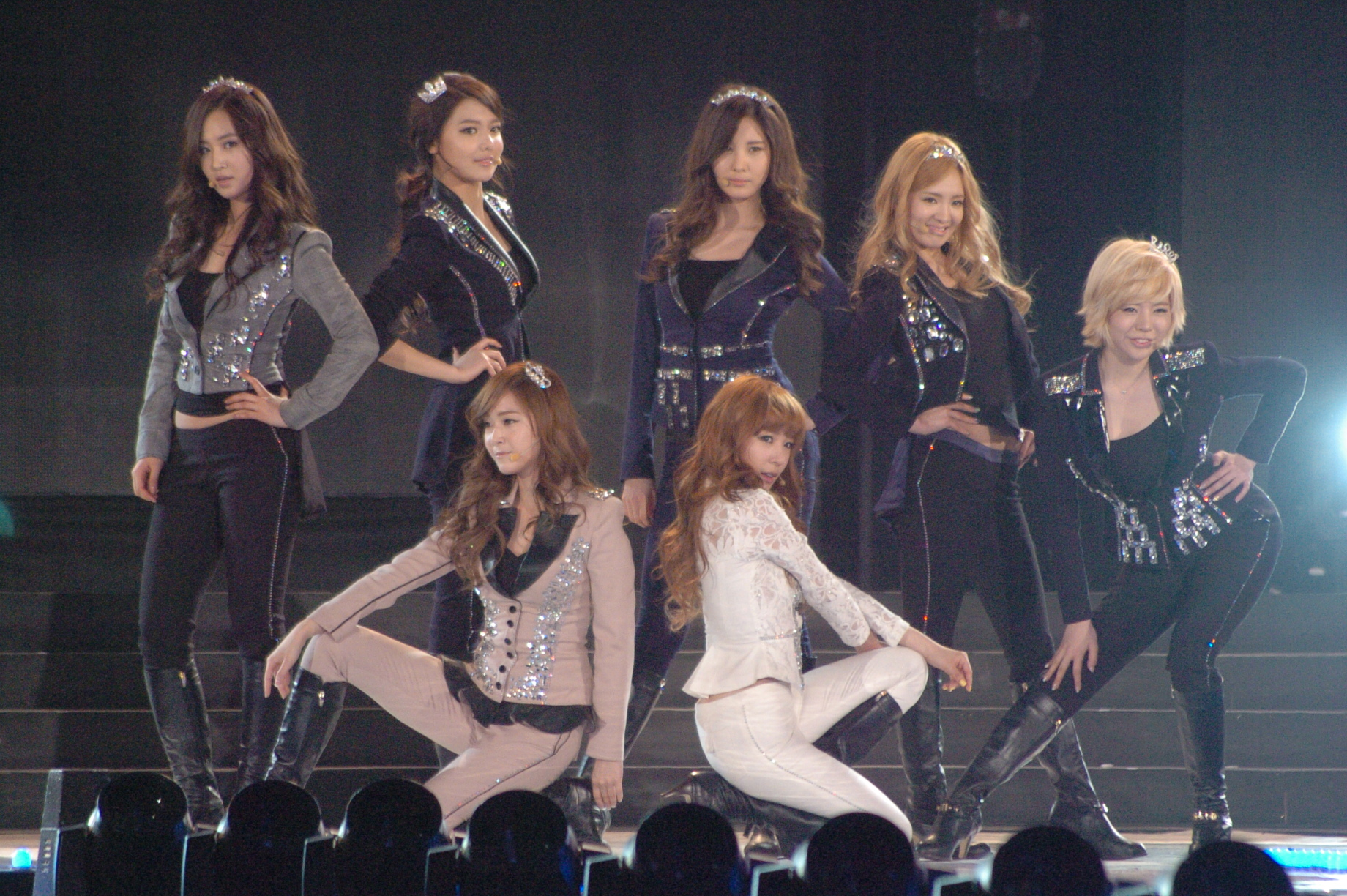
Girls' Generation виступають на K-Pop Collection, 2012 рік

«The Boys» отримав загалом позитивні відгуки від музичних критиків. Кетрін Сент-Асаф з Popdust поставила пісні три з половиною зірки з п'яти, похваливши продюсування, але розкритикувавши відсутність «пам'ятного» приспіву. Джен Еренза в офіційному блозі Раяна Сікреста похвалила сингл, назвавши його «запаморочливим і дівочим треком у виконанні дев'яти дівчат, який має почути кожен». Тім Сендра з порталу AllMusic назвав сингл найкращою піснею з альбому The Boys і написав, що «Girls' Generation мають усе необхідне, щоб підкорити світ попмузики». Джекі Чо з Vibe описала музику гурту як «Spice Girls, що зустріли Pussycat Dolls», і порекомендувала завантажити «The Boys». Автори Смітсонівського інституту у книзі «Музика: Повна візуальна історія» (англ. Music: The Definitive Visual History) зазначили, що «The Boys» є одним із найяскравіших прикладів корейської музики (K-pop) у корейській хвилі, поряд із «Only One» БоА, «Sorry, Sorry» Super Junior, «Gangnam Style» Psy, «Fantastic Baby» Big Bang і «I Am the Best» 2NE1.
Деякі дописувачі очікували, що Girls' Generation досягнуть успіху на заході після появи на американському телебаченні. Міо Скобі, редактор Us Weekly, писала: «Вони створюють позитивні ритми, приспіви, які миттєво запам'ятовуються, і, я впевнена, люди вже помітили, що вони приголомшливі». Стівен МакКлюр, автор McClure's Asia Music News, також передбачав, що гурт досягне успіху на західній музичній сцені, сказавши: «У мене є відчуття, що Girls' Generation залишаться на деякий час».

## Нагороди
| Рік  | Організація        | Нагорода                  | Результат | Прим.  |
| ---- | ------------------ | ------------------------- | --------- | ------ |
| 2011 | Melon Music Awards | Популярна пісня нетізенів | Номінація | [ 42 ] |
| 2012 | Golden Disc Awards | Цифровий Понсан           | Перемога  | [ 43 ] |
| 2012 | Golden Disc Awards | Цифровий Тесан            | Перемога  | [ 43 ] |
| 2012 | Myx Music Awards   | Улюблене K-Pop-відео      | Номінація | [ 44 ] |

| Програма    | Дата              | Прим.  |
| ----------- | ----------------- | ------ |
| M Countdown | 27 жовтня 2011    | [ 45 ] |
| M Countdown | 3 листопада 2011  | [ 45 ] |
| M Countdown | 10 листопада 2011 | [ 45 ] |
| Music Bank  | 28 жовтня 2011    | [ 46 ] |
| Music Bank  | 4 листопада 2011  | [ 46 ] |
| Music Bank  | 11 листопада 2011 | [ 46 ] |
| Music Bank  | 18 листопада 2011 | [ 46 ] |
| Music Bank  | 25 листопада 2011 | [ 46 ] |
| Music Bank  | 2 грудня 2011     | [ 46 ] |
| Inkigayo    | 30 жовтня 2011    | [ 47 ] |
| Inkigayo    | 6 листопада 2011  | [ 47 ] |
| Inkigayo    | 13 листопада 2011 | [ 47 ] |

## Список композицій
Цифрове завантаження
1. «The Boys» — 3:46
2. «The Boys» (Instrumental) — 3:46

Максісингл і мініальбом
1. «The Boys» — 3:48
2. «The Boys» (Clinton Sparks & Disco Fries Remix) (за участю Snoop Dogg) — 4:17
3. «The Boys» (Clinton Sparks & Disco Fries Remix) (за участю Lil Playy) — 4:17
4. «The Boys» *Bring Dem Boys* (Teddy Riley Remix) (за участю Suzi) — 3:39
5. «The Boys» *Bring the Boys Out* (David Anthony Remix) — 4:27
6. «The Boys» *Bring the Boys* (Teddy Riley Remix) — 3:48
7. «The Boys» (Instrumental) — 3:48
8. «The Boys» (A Capella) — 3:46

## Чарти
| Чарт (2011)                    | Пікова позиція |
| ------------------------------ | -------------- |
| Японія (Japan Hot 100)         | 12             |
| Південна Корея (Gaon)          | 1              |
| Південна Корея (K-pop Hot 100) | 1              |

| Чарт                                   | Пікова позиція |
| -------------------------------------- | -------------- |
| Південна Корея (Gaon)                  | 62             |
| США Hot Dance Single Sales («Білборд») | 5              |
| США Hot Singles Sales («Білборд»)      | 15             |

| Чарт (2011)           | Позиція |
| --------------------- | ------- |
| Південна Корея (Gaon) | 43      |

## Учасники запису
Джерело: буклети альбому.
Студія
- SM Booming System — запис, мікшування
- Sonic Korea — мастеринг

Персонал
- SM Entertainment — виконавчий продюсер
- Лі Суман — продюсер
- Кім Йонмін — виконавчий керівник
- Girls' Generation — вокал, бек-вокал
- Ю Йонджін — корейський текст, вокальна режисура, бек-вокал, запис, мікшування
- Тедді Райлі — англійський текст, композиція, аранжування, вокальна режисура, бек-вокал, запис, мікшування
- Танака Хіденорі — японський текст
- Маедзава Нодзомі — японський текст
- Кім Тесон — композиція, аранжування
- Домінік «DOM» Родрігес — композиція, аранжування
- Річард Ґарсія — композиція, аранжування
- Чон Хун — мастеринг

## Історія виходу
| Країна         | Дата           | Версія     | Формат                 | Лейбл                                                     | Прим.  |
| -------------- | -------------- | ---------- | ---------------------- | --------------------------------------------------------- | ------ |
| Різні          | 18 жовтня 2011 | Корейська  | Цифрове завантаження   | SM Entertainment Interscope Records Polydor Records       | [ 48 ] |
| Південна Корея | 22 жовтня 2011 | Корейська  | Contemporary hit radio | SM Entertainment                                          | [ 53 ] |
| Різні          | 20 грудня 2011 | Англійська | Цифровий мініальбом    | SM Entertainment Interscope Records Universal Music Group | [ 2 ]  |
| Різні          | 21 грудня 2011 | Англійська | Цифровий максісингл    | SM Entertainment Interscope Records Universal Music Group | [ 3 ]  |

## Нотатки
1. ↑  Цитований текст взято з англійської версії пісні[15].